# Quiastolita

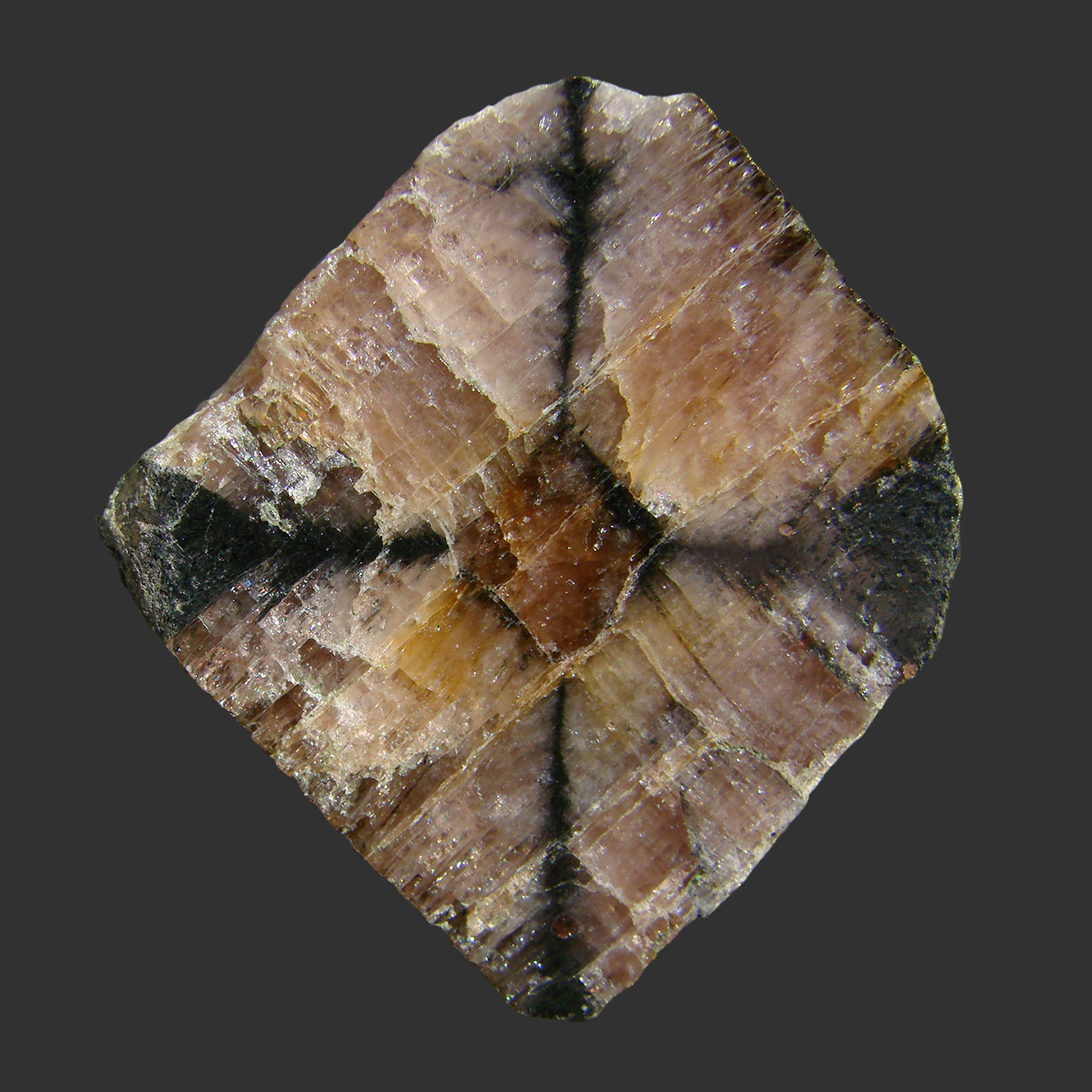
Quiastolita

La quiastolita o chiastolita es una variedad de la andalucita (Al2O SiO4),  una de las formas en que este mineral del grupo de los nesosilicatos alumínicos se presenta en la naturaleza. Se caracteriza por una curiosa inclusión carbonosa (de grafito) que dibuja, con su pigmentación más oscura, una cruz en el centro de la pieza de quiastolita.

## Historia

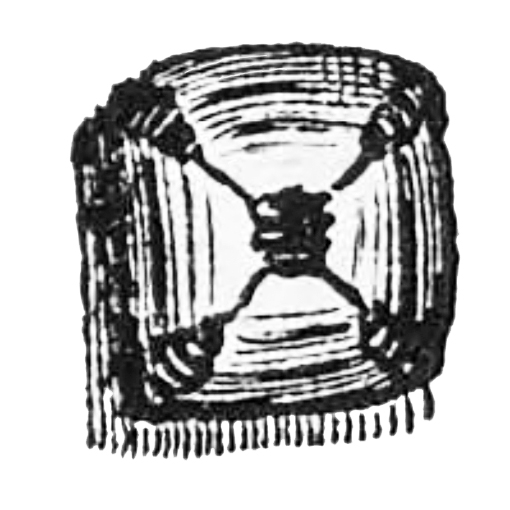
Quiastolita, según Laet (1648)

La quiastolita llegó a los museos y colecciones europeas a mediados del siglo XVI, como un amuleto o recuerdo aportado por los peregrinos que volvían de Santiago de Compostela. En los catálogos se cita con el nombre de "lapis crucifer" o "lapis cruciatur", traducible por "piedra de cruz". la primera representación gráfica de una quiastolita aparece en el libro de Laet, De Gemmis et Lapidibus, publicado en 1648. Posteriormente apareció representada en otras obras. Entre las imágenes más notables están las de la Metallotheca, catálogo de la colección de minerales del Vaticano, preparada por Mercati pero publicada en 1717, mucho después de su muerte (y de la desaparición de la colección). Las planchas fueron grabadas por Eisenhot hacia 1580. Entre las secciones de quiastolita puede verse un ejemplar tallado en cabujón para su uso como gema.

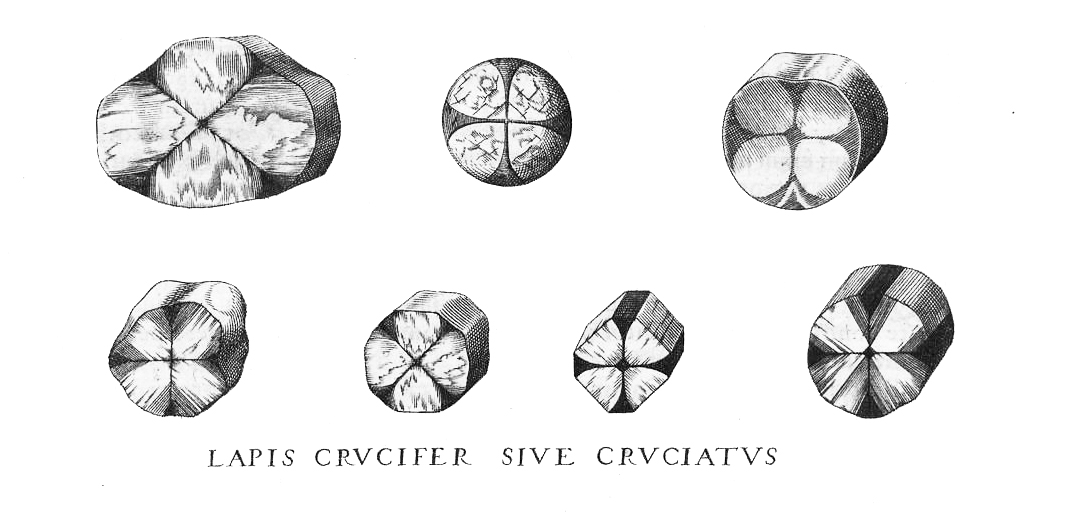
Imágenes de “lapis crucifer” (quiastolita) de la colección de minerales existente en el Vaticano en el. Publicada en la Metallotheca de Mercati en 1717

Durante varios siglos solamente se conocían los yacimientos asturianos, situados en el entorno de Boal, hasta que a principios del siglo XVIII se encontró en el río de Las Cruces (que tomó el nombre precisamente de la presencia de esta piedra), un afluente del río Laraquete, en Chile. A mediados de ese siglo se encontraron también en Salles de Rohan (Francia), y posteriormente en otros muchos lugares.

## Yacimientos
Los yacimientos de ejemplares vistosos  son relativamente escasos, pero se encuentran distribuidos en muy diversos lugares del mundo, como por ejemplo: 
- En España se encuentran los yacimientos históricamente más significativos, en Asturias, en la zona del río Navia (yacimientos de Doiras, en el concejo de Boal);,[3][4][5] donde todavía aparecen abundantes ejemplares.
- Otras localidades españolas en las que se encuentran ejemplares significativos son el entorno del embalse de Villameca, en Quintana del Castillo (León) y los alrededores del castillo de Mirabel, en este municipio (Cáceres).[6]
- En Chile, en la pequeña localidad de Empedrado, y con notable cantidad de quiastolita en el lecho del río Las Cruces, en Laraquete, Región del Biobío,[2] lo que determina una importante actividad económica artesanal en torno a su explotación.
- En EE. UU. en los alrededores de Georgetown hay yacimientos de andalucita y quiastolita en sedimentos sometidos a metamorfismo en un metasedimento rico en grafito. Los cristales de quiastolita han sido alterados pseudomórficamente por moscovita, paragonita y margarita.[7]
- En China, en la provincia de Hunan[8]
- En el sur de Australia, distrito de Olary[9]

## Formación de la cruz en los cristales de andalucita
La teoría más clásica y de más amplia aceptación acerca del proceso mineralógico metamórfico que permite que se formen estas curiosas cruces se apoya en la tesis propuesta por Frondel en 1934 acerca de la incrustación selectiva de impurezas en los cristales. Según esto, los cristales de andalucita, que son de crecimiento rápido, van incluyendo impurezas carbonosas mientras crecen y estas se van acumulando solo en determinados puntos (en las esquinas de los cristales). En la medida en que va aumentando la concentración de inclusiones (fundamentalmente grafito) en esos lugares, se va inhibiendo (desacelerando) el crecimiento del cristal. Esto concentra las inclusiones en la característica cruz de malta porque va produciendo reentrantes, donde el grafito es absorbido por el crecimiento del porfiroblasto de la andalucita. Este ciclo (crecimiento-retardo-crecimiento) se repite y va formando un patrón que se asemeja a una pluma de grafito en los cuatro brazos de distribución radial

## Usos
Estas «gemas», aunque opacas, pueden ser pulidas con fines de joyería y otros propósitos ornamentales. Tienen gran atractivo debido al simbolismo de la forma de cruz, se utilizan con frecuencia como amuletos, ofrecen espacio a la fantasía y a que se difundan localmente diversas leyendas sobre el origen de ellas.